# Eremochares ferghanicus
Eremochares ferghanicus är en biart som först beskrevs av Gussakovskij 1930.  Eremochares ferghanicus ingår i släktet Eremochares och familjen grävsteklar. Inga underarter finns listade i Catalogue of Life.